# Ramón Rabanera
Ramón Rabanera Rivacoba (Vitoria, Álava, 9 de mayo de 1948) es un político español.

## Diputado y senador por Álava
Fue diputado por Coalición Popular por Álava en la tercera legislatura (1986-1989); y posteriormente senador por la misma provincia en las legislaturas V y VI (1993-1999) por el Partido Popular
En 1999, encabezó la lista del Partido Popular (PP) en las elecciones forales a Juntas Generales de Álava, obteniendo 16 escaños y convirtiendo al PP en la primera fuerza política en la provincia.

## Diputado general de Álava
Gracias al apoyo del Partido Socialista de Euskadi (PSE-PSOE) y de Unidad Alavesa; Rabanera se convirtió en diputado general; estando desde entonces al frente de la Diputación foral de Álava
En las elecciones forales de 2003 también encabezó la lista del Partido Popular; siendo esta vez segunda fuerza política tras la coalición PNV-EA; sin embargo consiguió alzarse de nuevo con el gobierno alavés debido al apoyo del Partido Socialista de Euskadi, que pese a las reticencias iniciales, apoyaron a Rabanera para diputado general.
Si bien en la legislatura 1999-2003, el entendimiento con el PSE-EE fue importante, en la legislatura 2003-2007 no fue así y el gobierno foral de Rabanera, en minoría, tuvo que hacer frente a varias mociones de censura promovidas por los grupos del tripartito (PNV-EA-EB) que ostentaba el Gobierno Vasco; una de las cuales se saldó con la destitución del diputado de Bienestar Social, Enrique Aguirrezábal; las mociones dirigidas contra él no prosperaron al no contar con el aval del PSE.
Su gobierno ha estado marcado por dificultades constantes para llegar a acuerdos con los grupos de la oposición, necesarios dada la minoría del ejecutivo foral, desacuerdos que unos sostienen se deben a la actitud del gobierno foral, y otros a la actitud de los grupos de la oposición.
Ha anunciado su retirada de la primera línea política; con el abandono del puesto de presidente del PP de Álava y la no renovación de su candidatura a las elecciones forales de 2007, siendo sustituido por su compañero de partido Javier de Andrés.

## Senador en la legislatura 2008-2012
En las elecciones forales de 2007 Rabanera no concurrió tal y como había anunciado. Fue su compañero de partido, Javier de Andrés, quien encabezó la lista del PP para las Juntas Generales de Álava (Parlamento provincial del Territorio Histórico de Álava). El PP, en esa cita electoral, recuperó la posición de primera fuerza en la provincia ganando de nuevo las elecciones, aunque seguido muy de cerca por los socialistas. La falta de entendimiento entre los dos partidos y la reclamación del Partido Socialista de hacerse con el gobierno, aun siendo la segunda fuerza, hicieron imposible el acuerdo. Esta situación permitió al PNV, que había cosechado su peor resultado en Álava quedando como tercera fuerza, hacerse con el gobierno de la Diputación alavesa.
Rabanera fue presentado por su partido como cabeza de lista en Álava al Senado en las elecciones de marzo de 2008. Obtuvo su acta de senador y, actualmente, ocupa un puesto en la Mesa de Presidencia de la cámara alta. Desde ese puesto sigue la actualidad política vasca y alavesa desde un segundo plano político.
El 12 de diciembre de 2011 Mariano Rajoy lo propuso ante su partido como secretario del Senado de España para la X Legislatura.